# Champion's Cup

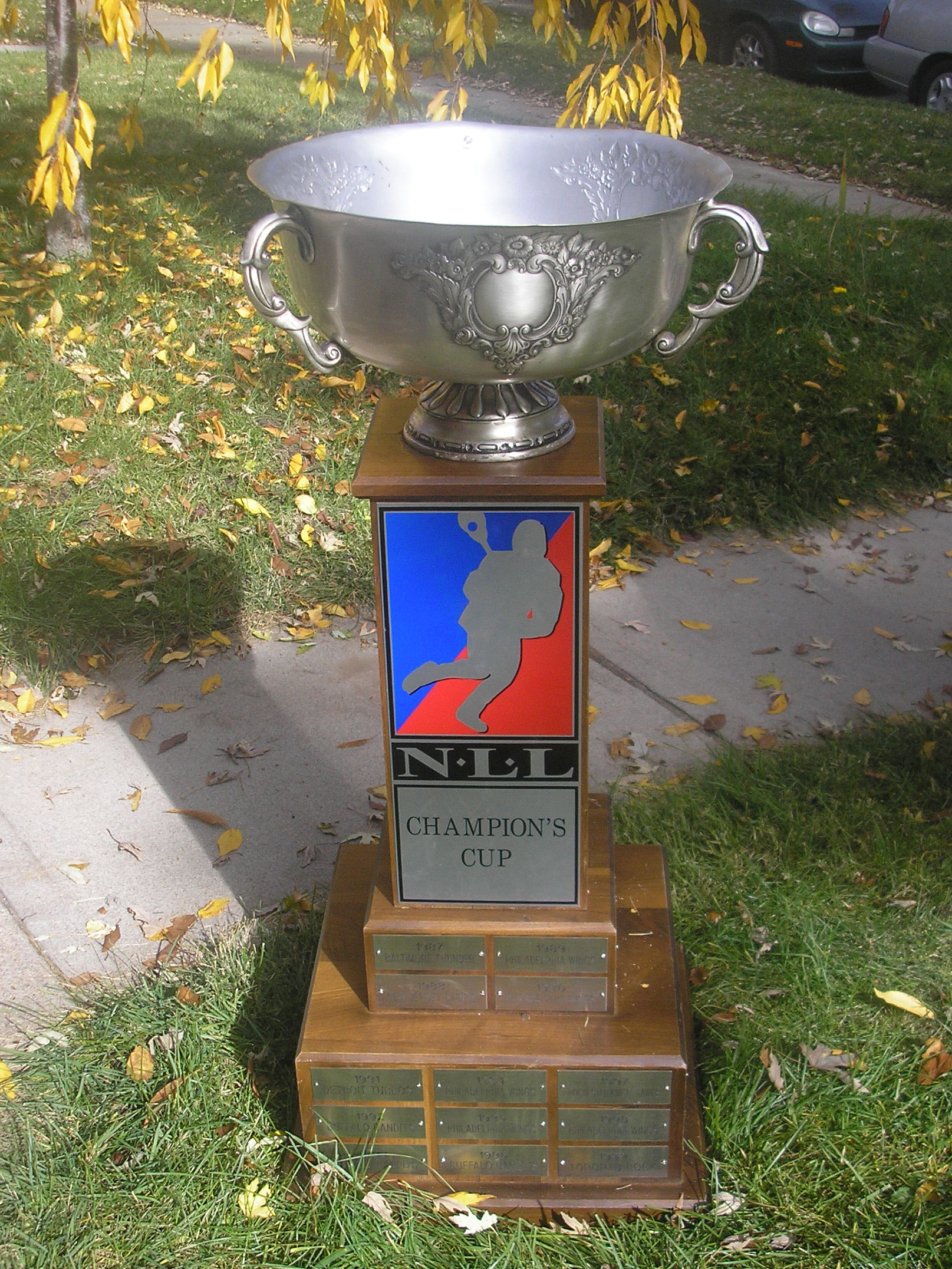
O trofúu de 2006 após a vitoria do Colorado Mammoth.

A Champion's Cup é o premiação final ao clube ganhador dos playoffs da National Lacrosse League.

## Campeões
| Ano  | Campeão               | Vice                  | Placar |
| ---- | --------------------- | --------------------- | ------ |
| 1998 | Philadelphia Wings    | Baltimore Thunder     | 2—0    |
| 1999 | Toronto Rock          | Rochester Knighthawks | 13—10  |
| 2000 | Toronto Rock          | Rochester Knighthawks | 14—13  |
| 2001 | Philadelphia Wings    | Toronto Rock          | 9—8    |
| 2002 | Toronto Rock          | Albany Attack         | 13—12  |
| 2003 | Toronto Rock          | Rochester Knighthawks | 8—6    |
| 2004 | Calgary Roughnecks    | Buffalo Bandits       | 14—11  |
| 2005 | Toronto Rock          | Arizona Sting         | 19—13  |
| 2006 | Colorado Mammoth      | Buffalo Bandits       | 16—9   |
| 2007 | Rochester Knighthawks | Arizona Sting         | 13—11  |
| 2008 | Buffalo Bandits       | Portland LumberJax    | 14—13  |
| 2009 | Calgary Roughnecks    | New York Titans       | 12—10  |
| 2010 | Washington Stealth    | Toronto Rock          | 15—11  |
| 2011 | Toronto Rock          | Washington Stealth    | 8—7    |
| 2012 | Rochester Knighthawks | Edmonton Rush         | 9—6    |
| 2013 | Rochester Knighthawks | Washington Stealth    | 11—10  |
| 2014 | Rochester Knighthawks | Calgary Roughnecks    | 2—1    |
| 2015 | Edmonton Rush         | Toronto Rock          | 2—0    |
| 2016 | Saskatchewan Rush     | Buffalo Bandits       | 2—0    |

## Permance Champion's Cup de vitórias
| Champion's Cups títulos | Time                  | Temporadas                         |
| ----------------------- | --------------------- | ---------------------------------- |
| 6                       | Toronto Rock          | 1999, 2000, 2002, 2003, 2005, 2011 |
| 4                       | Rochester Knighthawks | 2007, 2012, 2013, 2014             |
| 2                       | Calgary Roughnecks    | 2004, 2009                         |
| 2                       | Philadelphia Wings    | 1998, 2001                         |
| 1                       | Buffalo Bandits       | 2008                               |
| 1                       | Colorado Mammoth      | 2006                               |
| 1                       | Vancouver Stealth     | 2010                               |
| 1                       | Edmonton Rush         | 2015                               |
| 1                       | Saskatchewan Rush     | 2016                               |